# Emanuel Ax

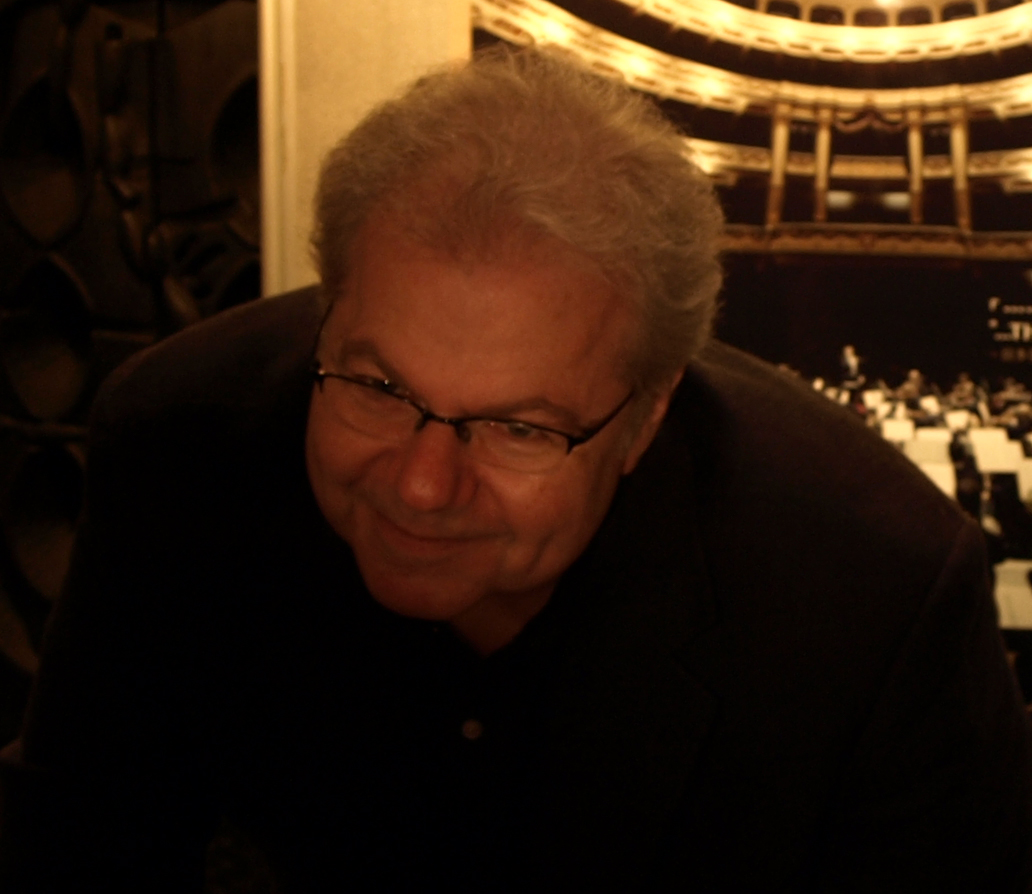
Emanuel Ax (2009)

Emanuel Ax (Leopoli, 8 giugno 1949) è un pianista statunitense di nascita ucraina.

## Biografia
Cominciò a studiare pianoforte all'età di sei anni a Varsavia. Quando la famiglia si trasferì nel Nord America nel 1961 continuò gli studi alla Juilliard School sotto Mieczysław Munz, e ottenne un bachelor alla Columbia University.
Nel 1974 vinse la prima edizione del prestigioso Concorso Pianistico Internazionale “Artur Rubinstein” di Tel Aviv.
Esegue regolarmente in duo con il violoncellista Yo-Yo Ma. Suonava anche in quartetto con lo stesso Yo-Yo Ma, Jaime Laredo e Isaac Stern, prima della morte di quest'ultimo (Quartetto Stern); insieme hanno inciso per la Sony lavori di Johannes Brahms, Gabriel Fauré, Ludwig van Beethoven, Robert Schumann e Wolfgang Amadeus Mozart.
Al Teatro alla Scala di Milano esegue nel 1988 musiche di Beethoven con Yo-Yo Ma, nel 1995 un concerto con il Quartetto Stern e nel 2011 il Concerto per pianoforte e orchestra n. 5 (Beethoven) con la Filarmonica della Scala.
A Salisburgo nel 1992 esegue il Concerto per pianoforte e orchestra n. 25 di Mozart e nel 2000 il Concerto per pianoforte ed orchestra Op. 42 di Arnold Schönberg con la London Symphony Orchestra diretto da Pierre Boulez.
Ax è un particolare sostenitore di compositori del XX secolo, e ha dato tre prime mondiali nelle ultime stagioni: Century Rolls di John Adams, Seeing di Christopher Rouse e Red Silk Dance di Bright Sheng. Ha anche eseguito lavori di Sir Michael Tippett, Hans Werner Henze, Joseph Schwantner e Paul Hindemith.

## Discografia
- Beethoven: Cello Sonatas, Op. 5 Nos. 1 & 2 - Yo-Yo Ma/Emanuel Ax, 1982 Sony
- Beethoven: Cello Sonatas Nos. 3 & 5 - Yo-Yo Ma/Emanuel Ax, 1984 Sony/CBS
- Beethoven, Cello Sonata No. 4/Variations - Yo-Yo Ma & Emanuel Ax, 1986 Sony/CBS - Grammy Award for Best Chamber Music Performance 1987
- Beethoven, Piaño Concertos 1-5; Choral Fantasía - Emanuel Ax/André Previn/New York Philharmonic/Zubin Metha, 2003 BMG/RCA
- Beethoven, Schumann: Piano Quartets - Yo-Yo Ma/Isaac Stern/Emanuel Ax/Jaime Laredo, 1994 Sony
- Brahms, Sonatas for Cello and Piano - Yo-Yo Ma & Emanuel Ax, 1985 Sony - Grammy Award for Best Chamber Music Performance 1986
- Brahms, The Piano Quartets Op. 25, 26 & 60 - Emanuel Ax, Isaac Stern, Jaime Laredo & Yo-Yo Ma, 1988/1990 Sony/CBS - Grammy Award for Best Chamber Music Performance 1992
- Brahms, Cello Sonatas - Yo-Yo Ma & Emanuel Ax, BMG - Grammy Award for Best Chamber Music Performance 1993
- Brahms: Handel Variations, Six Piano Pieces, Op. 118 & Rhapsodies, Op. 79 - Emanuel Ax, 1992 SONY BMG
- Brahms: Piano Trios - Emanuel Ax/Isaac Stern/Yo-Yo Ma, 1967 SONY BMG
- Brahms: Fantasies, Op. 116, Piano Pieces, Op. 119 & Piano Sonata No. 2 - Emanuel Ax, 1995 SONY BMG
- Brahms Beethoven Mozart, Clarinet Trios - Yo-Yo Ma, Emanuel Ax & Richard Stoltzman, 1995 Sony - Grammy Award for Best Chamber Music Performance 1996
- Chopin: Ballades Nos. 1-4 and Sonata No. 2 In B-Flat Minor, Op. 35 "Funeral March" - Emanuel Ax, 1997 Sony
- Chopin: Piano Concerto No. 1, Grande Valse Brillante & Variations On "La Ci Darem la Mano" - Emanuel Ax/Orchestra of the Age of Enlightenment/Sir Charles Mackerras, 1999 SONY BMG
- Chopin: Piano Concertos 1 & 2 - Emanuel Ax/The Philadelphia Orchestra/Eugene Ormandy, 1994 BMG/RCA
- Chopin: Scherzos & Mazurkas - Emanuel Ax, 1988 SONY BMG/CBS
- Chopin: Sonata No. 3 and Works By Liszt - Emanuel Ax, 1975 Sony
- Chopin: Concerto for Piano and Orchestra No. 2 in F Minor, Op. 21 - Orchestra of the Age of Enlightenment/Sir Charles Mackerras/Emanuel Ax, 1997 SONY BMG
- Dvořák: Piano Trios - Young Uck Kim/Yo-Yo Ma/Emanuel Ax, 1988 Sony/CBS
- Haydn, Sonatas for Piano Nos. 47, 53, 32 & 59 - Emanuel Ax, 1994 Sony - Grammy Award for Best Instrumental Soloist Performance (without orchestra) 1995
- Haydn, Piano Sonatas Nos. 29, 31, 34, 35, 49 - Emanuel Ax, 2002 Sony - Grammy Award for Best Instrumental Soloist Performance (without orchestra) 2004
- Haydn: Concertos for Piano and Orchestra - Emanuel Ax/Franz Liszt Chamber Orchestra, 1992 SONY BMG
- Haydn, Beethoven, Schumann: Variations - Emanuel Ax, 2013 Sony
- Fauré: Piano Quartets - No. 1 in C Minor, Op. 15, No. 2 in G Minor, Op. 45 - Emanuel Ax/Isaac Stern/Jaime Laredo/Yo-Yo Ma, 1992 SONY BMG
- Fauré Strauss, R., Son. vl. e pf. n. 1/Son. vl. op. 18 - Perlman/Ax, 2015 Deutsche Grammophon
- Liszt: Piano Concertos Nos. 1 & 2, Sonata in B Minor - Emanuel Ax/Esa-Pekka Salonen/Philharmonia Orchestra, 1993 SONY BMG
- Mendelssohn: Piano Trios, Op. 49 & Op. 66 - Emanuel Ax/Yo-Yo Ma/Itzhak Perlman, 2010 Sony
- Mozart: Piano Quartets - Emanuel Ax/Isaac Stern/Jaime Laredo/Yo-Yo Ma, 1997 SONY BMG
- Piazzolla: Los Tangüeros - Emanuel Ax/Pablo Ziegler, 1996 SONY BMG
- Rachmaninoff: Suites Nos. 1 & 2 - Symphonic Dances for 2 Pianos - Emanuel Ax/Yefim Bronfman, 2001 SONY BMG
- Rachmaninoff & Prokofiev: Cello Sonatas - Emanuel Ax/Yo-Yo Ma, 1988/1991 SONY BMG/CBS
- Schoenberg: Piano Concerto - Liszt: Piano Concertos Nos. 1 & 2 - Emanuel Ax/Esa-Pekka Salonen/Philharmonia Orchestra, 1993 SONY BMG
- Schumann: Cello Concerto, Adagio & Allegro, Fantasiestücke - Yo-Yo Ma/Sir Colin Davis/Bavarian Radio Symphony Orchestra/Emanuel Ax, 1988 Sony
- Schumann: Piano Quintet and Piano Quartet - Emanuel Ax/Cleveland Quartet, 1993 Sony
- Schumann: Humoreske and Fantasiestucke - Emanuel Ax, 1982 Sony
- Shostakovich: Piano Trio No. 2 & Cello Sonata - Isaac Stern/Yo-Yo Ma/Emanuel Ax, 1988 Sony/CBS
- Strauss and Britten: Cello Sonatas - Yo-Yo Ma/Emanuel Ax, 1989 Sony